# 시모아가타군
시모아가타군(下県郡 시모아가타군[*])은 일본 나가사키현의 쓰시마섬 남부 지역을 관장하고 있었던 옛 군 지역이다. 그러나 이 군은 1878년(메이지 11년) 당시 발족된 군역인 이즈하라정, 미쓰시마정, 도요타마정 등 3개의 정을 관장하였다.

## 연혁
행정적인 변화 이력은 메이지 40년(1877년) 이전에는 수십여 개의 정촌들이 난립하였다가, 메이지 41년인 1878년 10월 28일(고종 15년)에는 행정 구역이 개편되면서 단순해졌다. 그 시기에는 이즈하라정과 요라촌, 사스촌, 게치촌, 다케시키촌, 후나코시촌, 니이촌, 메카다케촌 등 8개의 정촌을 관장하였고, 1882년 4월 1일에는 구다촌의 부활 및 쓰쓰촌의 분할 변경하여 9개의 정촌으로 개편되었다. 
또한, 1932년 4월 1일에는 다케시키촌이 게치촌에 편입하였다가 1940년 10월 17일에는 게치촌이 게치정으로 승격하여 기존의 9개의 정촌이 8개의 정촌으로 더 줄였다. 그리고 1955년에는 3월 1일자로 게치정과 후나코시촌을 미쓰시마정으로 통합하였고 같은 달 20일에는 니이촌과 메카다케촌을 도요타마정으로 통합하였다가 이듬 해인 1956년 9월 30일에는 구다촌, 쓰쓰촌, 사스촌 등 3개의 촌들을 전부 이즈하라정에 편입시킨 형태로 통폐합하였다.
그리고 2004년 3월 1일에는 이 군이 가미아가타군과 통합하여 쓰시마시로 출범되었다.

## 같이 보기

### 일반 주제
- 고모다하마 신사
- 가미아가타군
- 원나라의 일본 원정

### 산하 행정 구역
- 이즈하라정
- 도요타마정
- 미쓰시마정